# Lygaeus creticus
Lygaeus creticus (Lucas, 1854) è un insetto dell'ordine Rhynchota appartenente alla famiglia Lygaeidae.

## Descrizione

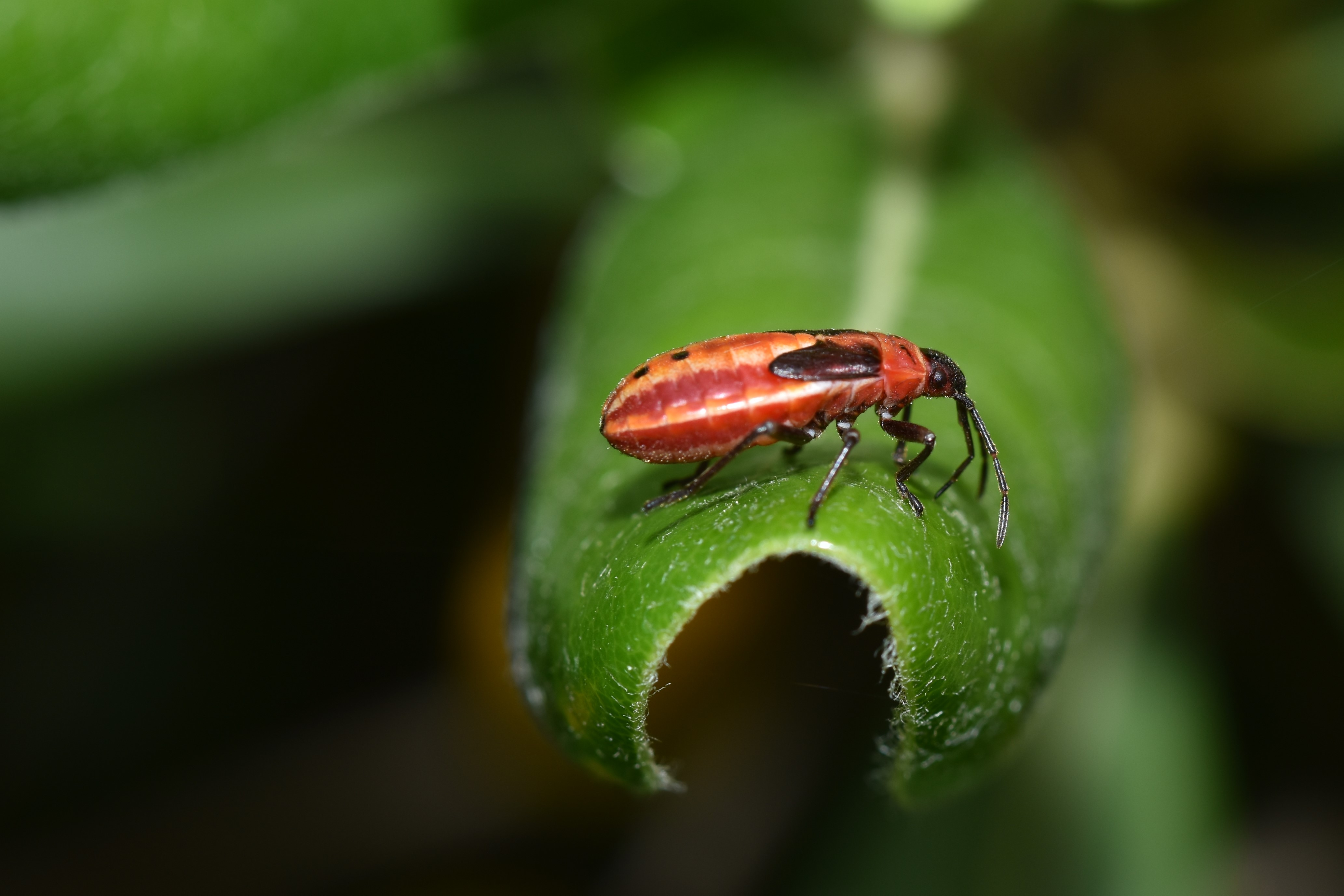
Neanide di Lygaeus creticus su una foglia di pittosporo

Le dimensioni dell'animale non superano i 15 mm nell'adulto. 
Come la maggior parte delle specie del genere Lygaeus, questo insetto si distingue per la colorazione vivace della livrea. Il dorso è rosso-arancione nell'adulto e rosso nella neanide, o ancora rosso chiaro nell'adulto appena dopo la muta. Un'altra caratteristica è rappresentata dalle striature grigie e dai punti neri distribuiti su torace e addome. La specie, pertanto, potrebbe essere confusa con altre dello stesso genere, come ad esempio Lygaeus equestris e Spilostethus pandurus, ma un'attenta analisi può facilmente evitare l'errore. 
In quanto appartenente alla famiglia Lygaeidae, nell'adulto le antenne e il rostro hanno quattro segmenti, mentre il capo è di colore grigio. Sul pronoto si individuano due spesse bande verticali grigie che tendono ad allargarsi verso l'esterno, su ognuna delle quali si può distinguere un punto nero. Sullo scutello è presente un triangolo dello stesso colore delle bande. A destra e a sinistra del vertice del triangolo si notano due macchie nere. Sulle elitre altri due punti neri speculari completano la livrea, mentre la membrana può assumere un colore nero o marrone chiaro. 
Nella neanide la colorazione è rossa. Lo stadio giovanile si distingue anche molto bene per la presenza di due placche nere in protezione delle future ali dell'insetto adulto. La neanide, inoltre, ha due punti neri in colonna in corrispondenza di quella che sarà la membrana dopo la muta.

## Biologia
Lygaeus creticus è in grado di volare. Studi tra la seconda metà dell'XIX secolo e il Novecento, insieme ad alcune esperienze più recenti, hanno individuato un legame diretto della specie con la pianta dell'oleandro (Nerium oleander) e in misura minore con Sorbus aria. I luoghi dello svernamento registrano spesso la presenza di oleandri nelle immediate vicinanze. Cibandosi di specie velenose o tossiche come appunto l'oleandro può sintetizzare sostanze nocive che fungono da efficace deterrente per i predatori.

### Comportamento
La specie è gregaria, soprattutto durante la stagione degli accoppiamenti e negli esemplari giovani poco dopo la schiusa. Gruppi di L. creticus si radunano per aumentare la loro capacità aposematica. Le colonie di Lygaeus creticus contano anche 25 o 30 esemplari, con tendenze invasive.

### Alimentazione
Lygaeus creticus si nutre certamente e in prevalenza di cibo vegetale; è cioè un insetto fitofago, cibandosi anche di semi. Tuttavia, alcuni appartenenti alla famiglia Lygaeidae possono integrare la loro dieta con insetti come le formiche e si sono registrati casi di cannibalismo degli adulti ai danni della prole personale e non. Inoltre, alcune delle uova deposte dalle femmine sono sterili e assumono così una funzione "trofica", cioè di nutrimento, per gli esemplari appena nati. La presenza di queste singolari uova all'interno della covata ha un impatto determinante sulla speranza di vita delle neanidi, che possono nutrirsi immediatamente senza allontanarsi dal luogo della deposizione scelto dall'adulto.

### Riproduzione
La riproduzione avviene in primavera-estate attraverso il congiungimento degli organi genitali posti nella parte posteriore del corpo di Lygaeus creticus. L'unione può durare alcuni giorni, in quanto il maschio è così in grado di assicurarsi una discendenza sicura, staccandosi dalla compagna poco prima della deposizione.

## Distribuzione e habitat
La presenza di Lygaeus creticus è stata registrata in Albania, a Cipro, in Francia (inclusa la Corsica), Grecia, Italia, Slovenia, Spagna e Turchia, tenendo conto inoltre delle segnalazioni della specie sul sito di ricerca iNaturalist. In Italia, Lygaeus creticus è presente originariamente in Sicilia e, in misura minore, in Calabria. Negli ultimi anni, la specie si è spostata attraverso i collegamenti automobilistici autostradali anche nel Nord della penisola, a causa della densa presenza sui margini stradali di Nerium oleander.
In base ai dati raccolti nel tempo, l'habitat di Lygaeus creticus è mediterraneo e registra spesso la presenza della pianta di oleandro.

## Tassonomia
La specie è stata descritta per la prima volta su un esemplare femmina nell'isola di Creta (da cui il nome) da Hippolyte Lucas nel 1854.. La specie presenta due sinonimi, Lygaeus bisbipunctatus e Lygaeus sexmaculatus; il primo è il nome della specie descritta da Achille Costa nel 1864 e rinvenuta in Piemonte, mentre il secondo fa riferimento a esemplari della Sardegna esaminati da Garbiglietti.

## Conservazione
La specie non è valutata.